# Glischrocaryon
Glischrocaryon — род цветковых растений семейства Сланоягодниковые (лат. Haloragaceae). Эндемик Австралии. Виды рода произрастают в Новом Южном Уэльсе, Виктории, Южной Австралии и Западной Австралии.

## Виды
Содержит 5 видов:
- Glischrocaryon angustifolium (Nees) M.L.Moody & Les
- Glischrocaryon aureum (Lindl.) Orchard
- Glischrocaryon behrii (Schltdl.) Orchard
- Glischrocaryon flavescens (J.Drumm. ex Hook.) Orchard
- Glischrocaryon roei Endl.